# 中共中央、国务院春节团拜会
中共中央国务院春节团拜会，是中国共产党中央委员会和中华人民共和国国务院每年在北京人民大会堂共同举办的春节活动，党和国家领导人和各界人士在北京人民大会堂一同参加团拜会。

## 历史
“春节团拜会”始于延安，是由毛泽东倡导。毛泽东为杜绝下级向领导送礼拜年而影响工作，便在年前将大家召集到礼堂，每人一碗清茶，开展“团拜”。

### 1980、90年代
1982年1月24日（除夕）上午，中共中央、国务院在人民大会堂举行春节团拜会。胡耀邦、赵紫阳、李先念、华国锋、彭真等党和国家领导人同首都各界人士五千多人参加。这是最早的中共中央国务院春节团拜会。中共中央委员会主席兼总书记胡耀邦主持团拜会，胡耀邦说：“为了表示对同志们一年来辛勤工作的一点敬意，我们今天在这里举行春节团拜会，请大家一面喝喝茶，一面谈谈心。”
1983年2月13日（春节）上午，春节团拜会在人民大会堂举行。党和国家领导人李先念、赵紫阳、韦国清、乌兰夫、方毅、李德生、杨得志、余秋里、宋任穷、张廷发、胡乔木、倪志福、姚依林、秦基伟、陈慕华、邓力群、谷牧、胡启立、乔石、薄一波、王鹤寿、彭冲、赛福鼎、阿沛·阿旺晋美、许德珩、肖劲光、史良、班禅额尔德尼·却吉坚赞、朱学范、姬鹏飞、黄华、张劲夫、黄火青、陆定一、康克清、胡子昂、荣毅仁、程子华、杨秀峰、包尔汉、周培源、钱昌照，以及北京市负责人段君毅、焦若愚等参加了团拜会。参加团拜会的还有在北京的中共中央委员、中共中央顾问委员会委员、中共中央纪委委员、中共中央军委委员、全国人大常委会委员、国务委员、全国政协常委、中央党政军和人民团体各部门、各民主党派、少数民族、北京市的负责人、各条战线在京的代表人物和知名人士，退到二线或三线的部分老同志的代表，部分已故老同志和知名人士的亲属，台湾同胞和港澳同胞，帮助我国建设的外国专家等，共4500人。团拜会由中共中央办公厅、全国人大常委会办公厅、国务院办公厅、中央军委办公厅、全国政协办公厅联合举办。
1984年2月2日（春节）上午，中共中央、全国人大常委会、国务院、中央军委、全国政协在人民大会堂举行春节团拜会。中共中央政治局常委、国家主席李先念在团拜会上发表春节祝词，中共中央政治局常委、国务院总理赵紫阳主持团拜会，中共中央政治局委员、全国政协主席邓颖超等出席，首都党、政、军、群各方面人士4000多人参加。
1986年2月9日（春节）上午，首都各界四千五百多人在人民大会堂举行春节团拜会。中共中央政治局常委、国家主席李先念发表讲话。
1987年1月29日（春节）上午，首都各界人士四千五百人在人民大会堂举行春节团拜会。中共中央代总书记、国务院总理赵紫阳发表讲话。
1988年2月17日（春节）上午，首都各界人士四千多人在人民大会堂举行春节团拜会。党和国家领导人李先念、李鹏、邓颖超、胡启立、姚依林、乌兰夫等参加。中共中央政治局常委、国务院总理李鹏代表中共中央和国务院讲话。
1989年2月6日（春节）上午，中共中央、国务院在人民大会堂举行春节团拜会。团拜会由全国人大常委会委员长万里主持。党和国家领导人，中央党政军群各部门负责人，各民主党派负责人、无党派爱国人士和少数民族代表，帮助中华人民共和国进行社会主义建设的外国专家以及首都各界代表，共计4000多人出席团拜会。中共中央政治局常委、国务院总理李鹏代表中共中央和国务院向全国军民拜年，李鹏还向中国东南极考察队全体同志祝贺春节。
1992年2月4日（春节）上午，中共中央、国务院在人民大会堂举行春节团拜会。党和国家领导人同首都各界代表4000余人参加，中共中央总书记、中央军委主席江泽民致词。中共中央政治局常委、国务院副总理姚依林主持团拜会，中共中央政治局常委李瑞环、宋平出席了团拜会。
1993年1月23日（春节）上午，中共中央、国务院在人民大会堂举行春节团拜会。团拜会由中共中央总书记江泽民主持。中共中央政治局常委、国务院总理李鹏在团拜会上讲话。万里、李瑞环、刘华清、胡锦涛及姚依林、宋平、薄一波等出席团拜会。
1994年2月10日（春节）上午，中共中央、国务院在人民大会堂宴会厅举行春节团拜会江泽民、李鹏、胡锦涛等党和国家领导人和中央党政军群各部门负责人、离退休老同志、各民主党派负责人和无党派爱国人士及少数民族代表、帮助中华人民共和国进行社会主义建设的外国专家、首都各界代表，共4000多人参加。团拜会由中共中央总书记、国家主席、中央军委主席江泽民主持，中共中央政治局常委、国务院总理李鹏发表讲话。
1995年1月29日（年廿九）下午，中共中央、国务院在人民大会堂举行春节团拜会，江泽民、李鹏、胡锦涛等党和国家领导人同首都各界人士4000多人参加。团拜会由中共中央总书记、国家主席、中央军委主席江泽民主持，中共中央政治局常委、国务院总理李鹏发表讲话。
1996年2月18日（除夕）上午，中共中央、国务院在人民大会堂宴会厅举行春节团拜会，江泽民、李鹏、朱镕基、刘华清、胡锦涛等党和国家领导人同首都各界人士4000多人参加。团拜会由中共中央总书记、国家主席、中央军委主席江泽民主持，中共中央政治局常委、国务院总理李鹏发表讲话。
1997年2月6日（除夕）上午，中共中央、国务院在人民大会堂宴会厅举行春节团拜会。江泽民、李鹏、乔石、李瑞环、朱镕基、刘华清、胡锦涛等党和国家领导人同首都各界4000多人参加。团拜会由中共中央总书记、国家主席、中央军委主席江泽民主持，中共中央政治局常委、国务院总理李鹏发表讲话。
1998年1月27日（除夕）上午，中共中央、国务院在人民大会堂宴会厅举行1998年春节团拜会，江泽民、李鹏、朱镕基、李瑞环、胡锦涛、尉健行、李岚清等党和国家领导人同首都各界4000多人参加。团拜会由中共中央总书记、国家主席、中央军委主席江泽民主持，中共中央政治局常委、国务院总理李鹏发表讲话。
1999年2月15日（除夕）上午，中共中央、国务院在人民大会堂宴会厅举行1999年春节团拜会。江泽民、李鹏、朱镕基、李瑞环、胡锦涛、尉健行、李岚清等党和国家领导人同首都各界人士4000多人参加。团拜会由中共中央总书记、国家主席、中央军委主席江泽民主持，中共中央政治局常委、国务院总理朱镕基发表讲话。

### 2000、10年代
2000年2月4日（除夕）上午，中共中央、国务院在人民大会堂宴会厅举行2000年春节团拜会，江泽民、李鹏、朱镕基、李瑞环、胡锦涛、尉健行、李岚清等党和国家领导人同首都各界人士4000多人参加。团拜会由江泽民主持，朱镕基发表讲话。
2001年1月23日（除夕）上午，中共中央、国务院在人民大会堂宴会厅举行2001年春节团拜会，江泽民、李鹏、朱镕基、李瑞环、胡锦涛、尉健行、李岚清等党和国家领导人同首都各界人士4500多人参加。团拜会由江泽民主持，朱镕基发表讲话。
2002年2月11日（除夕）上午，中共中央、国务院在人民大会堂宴会厅举行2002年春节团拜会，江泽民、李鹏、朱镕基、李瑞环、胡锦涛、尉健行、李岚清等党和国家领导人同首都各界人士4500多人参加。团拜会由江泽民主持，朱镕基发表讲话。
2003年1月31日（除夕）上午，中共中央、国务院在人民大会堂宴会厅举行2003年春节团拜会，江泽民、胡锦涛、李鹏、朱镕基、李瑞环、李岚清、吴邦国、温家宝、贾庆林、曾庆红、黄菊、吴官正、李长春、羅幹等党和国家领导人同首都各界人士4500多人参加。中共中央总书记胡锦涛主持团拜会。国务院总理朱镕基发表讲话。
2004年1月20日（年廿九）上午，中共中央、国务院在人民大会堂宴会厅举行2004年春节团拜会，胡锦涛、江泽民、吴邦国、温家宝、贾庆林、曾庆红、黄菊、吴官正、李长春、罗幹等党和国家领导人同首都各界人士4500多人参加。中共中央总书记、国家主席胡锦涛主持团拜会。国务院总理温家宝发表讲话。这次团拜会是在除夕前一天举行，此后形成惯例。
2005年2月7日（年廿九）上午，中共中央、国务院在人民大会堂举行2005年春节团拜会。吴邦国、贾庆林、曾庆红、黄菊、吴官正、李长春、罗幹等党和国家领导人同首都各界人士参加。胡锦涛主持团拜会，温家宝发表讲话。
2006年1月27日（腊月廿八），中共中央、国务院在人民大会堂举行2006年春节团拜会，胡锦涛、吴邦国、温家宝、贾庆林、曾庆红、吴官正、李长春、罗幹等党和国家领导人同首都各界人士4000人参加。胡锦涛主持团拜会，温家宝发表讲话。
2007年2月16日（年廿九）上午，中共中央、国务院在人民大会堂举行2007年春节团拜会。胡锦涛、吴邦国、温家宝、贾庆林、曾庆红、吴官正、李长春、罗幹等党和国家领导人同首都各界人士4000人参加。中共中央总书记、国家主席、中央军委主席胡锦涛主持团拜会。中共中央政治局常委、国务院总理温家宝发表讲话。
2008年2月5日（年廿九）上午，中共中央、国务院在人民大会堂宴会厅举行2008年春节团拜会。胡锦涛、吴邦国、温家宝、贾庆林、李长春、习近平、李克强、贺国强、周永康等党和国家领导人同首都各界人士4000人参加。胡锦涛主持团拜会，温家宝发表讲话。
2009年1月24日（年廿九）上午，中共中央、国务院在人民大会堂宴会厅举行2009年春节团拜会。胡锦涛、吴邦国、温家宝、贾庆林、李长春、习近平、李克强、贺国强、周永康等党和国家领导人同首都各界人士4000多人参加。胡锦涛主持团拜会，温家宝发表讲话。
2010年2月12日（年廿九），中共中央、国务院在人民大会堂举行2010年春节团拜会。胡锦涛、吴邦国、温家宝、贾庆林、李长春、习近平、李克强、贺国强、周永康等党和国家领导人同首都各界人士参加。胡锦涛主持团拜会，温家宝发表讲话。
2011年2月1日（年廿九），中共中央、国务院在人民大会堂举行2011年春节团拜会。胡锦涛、吴邦国、温家宝、贾庆林、李长春、习近平、李克强、贺国强、周永康等党和国家领导人同首都各界人士4000多人参加。胡锦涛主持团拜会，温家宝发表讲话，向全国各族人民、香港同胞、澳门同胞、台湾同胞、海外侨胞拜年:110。
2012年1月21日（腊月廿八），中共中央、国务院在人民大会堂举行2012年春节团拜会。胡锦涛、吴邦国、温家宝、贾庆林、李长春、习近平、李克强、贺国强、周永康等党和国家领导人同首都各界人士2000多人参加。胡锦涛主持团拜会，温家宝发表讲话。
2013年2月8日（腊月廿八）上午，中共中央、国务院在人民大会堂举行2013年春节团拜会。胡锦涛、习近平、吴邦国、温家宝、贾庆林、李克强、张德江、俞正声、刘云山、王岐山、张高丽等党和国家领导人同首都各界人士2000多人参加。中共中央总书记、中共中央军委主席习近平主持团拜会。国务院总理温家宝在团拜会上讲话。
2014年1月29日（年廿九）上午，中共中央、国务院在人民大会堂举行2014年春节团拜会。习近平、李克强、张德江、俞正声、刘云山、王岐山、张高丽等党和国家领导人同首都各界人士2000多人参加。中共中央总书记、国家主席、中央军委主席习近平主持团拜会，中共中央政治局常委、国务院总理李克强发表讲话。
2015年2月17日（年廿九）上午，中共中央、国务院在人民大会堂举行2015年春节团拜会。李克强、张德江、俞正声、刘云山、王岐山、张高丽等党和国家领导人同首都各界人士2000多人参加。中共中央政治局常委、国务院总理李克强主持团拜会，中共中央总书记、国家主席、中央军委主席习近平发表讲话。
2016年2月6日（腊月廿八）上午，中共中央、国务院在人民大会堂举行2016年春节团拜会。习近平、李克强、张德江、俞正声、刘云山、王岐山、张高丽等党和国家领导人同首都各界人士2000多人参加。中共中央政治局常委、中央书记处书记刘云山主持团拜会。中共中央政治局常委、国务院总理李克强发表讲话。
2017年1月26日（年廿九）上午，中共中央、国务院在人民大会堂举行2017年春节团拜会。李克强、张德江、俞正声、刘云山、王岐山、张高丽等党和国家领导人同首都各界人士参加。中共中央政治局常委、国务院总理李克强主持团拜会。中共中央总书记、国家主席、中央军委主席习近平发表讲话。
2018年2月14日（年廿九）上午，中共中央、国务院在北京人民大会堂举行2018年春节团拜会。党和国家领导人习近平、李克强、张德江、俞正声、张高丽、栗战书、汪洋、王沪宁、赵乐际、韩正等同首都各界人士欢聚一堂，共迎新春。中共中央政治局常委、国务院总理李克强主持团拜会。中共中央总书记、国家主席、中央军委主席习近平发表重要讲话。
2019年2月3日（年廿九）上午，中共中央、国务院在人民大会堂举行2019年春节团拜会。党和国家领导人习近平、李克强、栗战书、汪洋、王沪宁、赵乐际、韩正、王岐山等出席团拜会，李克强主持。中共中央总书记、国家主席、中央军委主席习近平发表讲话，代表党中央、国务院，向全国各族人民，向香港特别行政区同胞、澳门特别行政区同胞、台湾同胞和海外侨胞拜年。

### 2020年起
2020年1月23日（年廿九）上午，中共中央、国务院在人民大会堂举行2020年春节团拜会。党和国家领导人习近平、李克强、栗战书、汪洋、王沪宁、赵乐际、韩正、王岐山等出席团拜会，李克强主持。中共中央总书记、国家主席、中央军委主席习近平发表讲话，代表党中央、国务院，向全国各族人民，向香港特别行政区同胞、澳门特别行政区同胞、台湾同胞和海外侨胞拜年。
2021年2月10日（年廿九）上午，中共中央、国务院在人民大会堂举行2021年春节团拜会。中共中央总书记、国家主席、中央军委主席习近平发表讲话，代表党中央、国务院，向全国各族人民，向香港特别行政区同胞、澳门特别行政区同胞、台湾同胞和海外侨胞拜年。党和国家领导人习近平、李克强、栗战书、汪洋、王沪宁、赵乐际、韩正、王岐山等出席团拜会，李克强主持。
2022年1月30日（腊月廿八）上午，中共中央、国务院在人民大会堂举行2022年春节团拜会。中共中央总书记、国家主席、中央军委主席习近平发表讲话，代表党中央、国务院，向全国各族人民，向香港特别行政区同胞、澳门特别行政区同胞、台湾同胞和海外侨胞拜年。
2023年1月20日（年廿九）上午，中共中央、国务院在人民大会堂举行2023年春节团拜会。中共中央总书记、国家主席、中央军委主席习近平发表讲话，代表党中央和国务院，向全国各族人民，向香港特别行政区同胞、澳门特别行政区同胞、台湾同胞和海外侨胞拜年。
2024年2月8日上午，中共中央、国务院在人民大会堂举行2024年春节团拜会。中共中央总书记、国家主席、中央军委主席习近平发表讲话。

## 概况
春节团拜会的举办单位有变化。1982年春节团拜会请柬的落款为中共中央办公厅、国务院办公厅，1989年至今均是如此。1983年、1984年的落款是中共中央办公厅、全国人大常委办公厅、国务院办公厅、中央军委办公厅、全国政协办公厅；1985年、1988年的落款是春节团拜筹备办公室或者春节团拜会筹备办公室。
1982年起，春节团拜会固定在人民大会堂宴会厅举行。1982年有5000多人，2010年4000多人，2011年3000多人。2012年起，缩小规模，将每年参加春节团拜会的人数维持在2000多人。
1982年春节团拜会，是“围坐在一张张圆桌旁，大家一杯清茶”。《人民日报》当时的报道称：“人民大会堂宴会厅里今天没有摆糕点、烟糖。”主持团拜会的中共中央委员会主席兼总书记胡耀邦也说：“今天同去年新年茶话会一样，摆在同志们面前的还是清茶一杯。”后来的春节团拜会，除了每人一杯清茶外，逐渐开始提供瓜子、水果。至晚自2010年起，春节团拜会已不提供任何食物，仅每人一杯清茶。2012年春节团拜会，每张圆桌上都摆有水仙，但从2013年起不再摆放水仙。
至晚自2010年起，春节团拜会的形式是：首先由领导人讲话，随后大会主持人宣布休息，中央领导人走到各桌旁和来宾握手拜年，之后在宴会厅舞台上演简短的文艺节目。
2015年开始，多数由国务院总理主持团拜会，中共中央总书记在大会上发表讲话。